# 科学社会主义
科学社会主义（英語：scientific socialism）是一个政治学术语，最早出现于1840年。

## 历史
“科学社会主义”一词最早出现于1840年皮埃爾-約瑟夫·普魯東所著的《什么是所有权？》一书中，用以指代一个崇尚科学的政府治理下的社会。蒲鲁东在书中写道：
因此，在一个特定的社会中，人对人的权威是和这个社会所达到的文化发展程度成反比的，并且这种权威的大致的存续期间是可以按照要求得到一个真正的政府、即符合那门科学的政府的比较普遍的愿望而计算出来的。正如强权和诡计权在愈来愈扩大的正义面前缩小而最后一定会在平等中消灭那样，属于意志的主权同样也要向那属于理智的主权让步，并且最后必将在科学社会主义中消灭。
1844年，卡尔·马克思和弗里德里希·恩格斯在《神聖家族》一书中称泰奥多尔·德萨米、尤勒斯·盖伊等共产主义者是“比较有科学根据”的。1880年始，弗雷德里希·恩格斯开始用这个词描述卡尔·马克思的社会、政治、经济理论。

## 方法论
科學社會主義認為，社會演變成私有制的階段社會，並不是人類犯錯而背離本性（空想社會主義），而是社會生產力發展到一定程度的結果。科學社會主義的理想中，馬克思主義者認為資本主義制度在社會發展的歷史上起了進步的作用。社會主義革命能夠成功和發生，也是因為資本主義社會為革命提供了必要的物質。
馬克思和恩格斯認為，無產階級和資產階級不單有對立關係，還有繼承關係。在繼承關係中，無產階級要把資本主義社會所創造的全部生產力繼承下來，如果不繼承這種社會化大生產，就不能消滅私有制。

## 参見
- 空想社会主义
- 時代精神運動
- 马克思主义
- 無條件基本收入
- 历史唯物主义
- 《社会主义从空想到科学的发展》
- 社會主義社會